# Majsar
Majsar (hebr. מייסר; arab. مـَيْسـَر) – arabska wieś położona w Samorządzie Regionu Menasze, w dystrykcie Hajfa, w Izraelu.

## Położenie
Wieś leży w zachodniej części Samarii na południe od masywu Góry Karmel, w otoczeniu miasta Baka-Dżatt, moszawu Ma’or, kibuców Ma’anit i Mecer, oraz wiosek Sza’ar Menasze i Charisz.

## Historia
29 listopada 1947 roku Zgromadzenie Ogólne Organizacji Narodów Zjednoczonych przyjęło Rezolucję nr 181 o podziale Palestyny na dwa państwa: żydowskie i arabskie. Na mocy tej rezolucji wioska al-Shajk Meiser miała znaleźć się w państwie arabskim, jednak podczas I wojny izraelsko-arabskiej w 1948 roku wojska izraelskie opanowały całą okolicę. Po zawarciu rozejmu, wioska znalazła się na terytoriach przyznanych państwu Izrael.

## Edukacja
W wiosce znajduje się szkoła podstawowa.

## Gospodarka
Gospodarka wioski opiera się na rolnictwie.

## Transport
Na zachód od wioski przebiega autostrada nr 6, brak jednak możliwości bezpośredniego wjazdu na nią. Z wioski wyjeżdża się na południe na drogę nr 5923, którą jadąc na wschód dojeżdża się do kibucu Mecer, lub jadąc na zachód dojeżdża się do drogi 574 prowadzącej na północ do kibucu Ma’anit i na południe do miasta Baka-Dżatt.

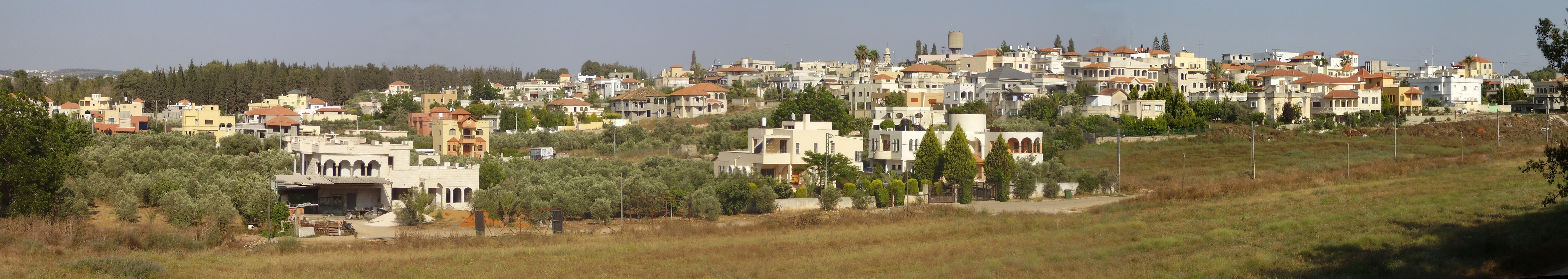
Panorama wioski Majsar